# Grand temple protestant de Castres
Le grand temple protestant de Castres est un édifice religieux situé à Castres, dans le Tarn, en région Occitanie. Il occupe les bâtiments de l'ancien couvent des Capucins. La paroisse est membre de l'Église protestante unie de France.

## Histoire

### Les premiers temples protestants à Castres
Dès l'expansion du protestantisme en France, et principalement du calvinisme, la population de Castres se convertit massivement, en témoigne la venue du chef protestant Henri de Navarre en 1585, ou la place centrale qu'occupe le pays castrais lors des guerres de Religion. Ainsi, en 1674, sur le plan de la ville réalisé par Samuel Picard, différentes constructions témoignent de cette culture protestante, bien que toutes aient aujourd'hui disparu. Ainsi, on trouvait alors deux temples à Castres, le petit temple de Villegoudou, ainsi que le temple de Castres, grande construction au centre même de la ville. Il y avait aussi un cimetière protestant, à quelques rues du temple de Villegoudou.

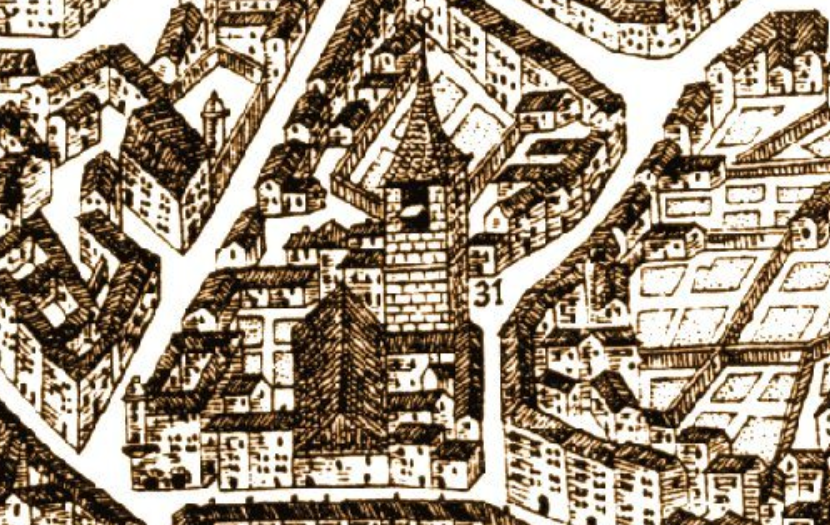
L'ancien temple de Castres (n°31) en 1674, avec son clocher
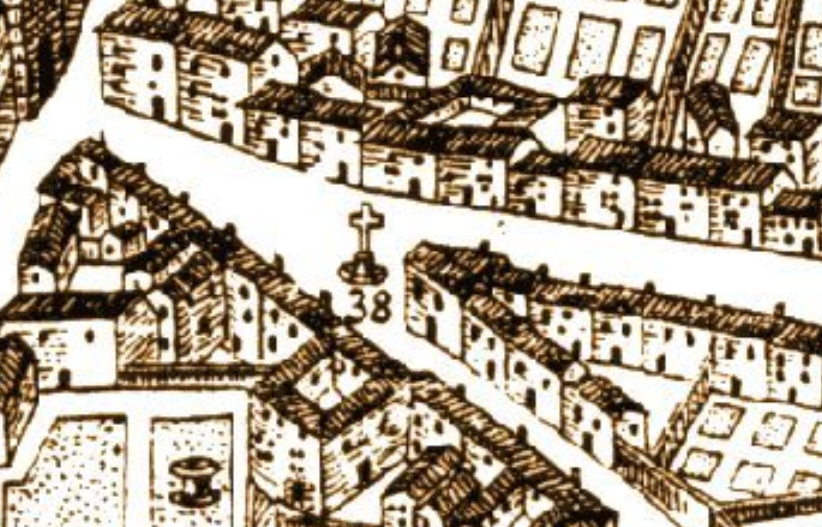
Le temple de Villegoudou (n°38) en 1674
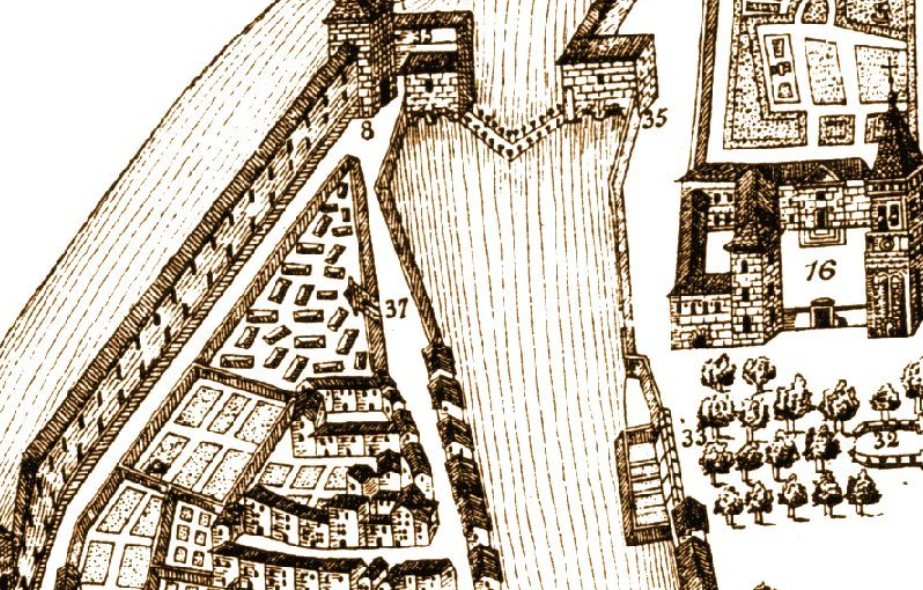
L'ancien cimetière protestant (n°37) en 1674 en bordure de l'Agoût. Au n°16, on voit le nouveau palais épiscopal.

### Le couvent des Capucins
En 1630, après la défaite du chef huguenot Henri II de Rohan lors de la dernière guerre de Religion, le roi Louis XIII fait bâtir un couvent des Capucins à Castres. Il le place juste à côté de l'ancien hôtel de ville, bâti en 1374 par les consuls et dont il ne demeure que le portail d'entrée (rue Henri IV). Il se trouve aussi en face de l'ancien palais épiscopal, élevé vers 1475 par l'évêque Jean IV d'Armagnac, lui aussi détruit.
Dès 1757, le lieu est en partie réquisitionné pour servir d'archives communales à la ville, en remplacement de la Tour Caudière. En 1791, lors de la Révolution française, les cinq derniers membres de l'ordre religieux sont chassés du bâtiment, qui est utilisé tour à tour comme grange, dépôt de salpêtre puis usine de poudre pour l'armée. 

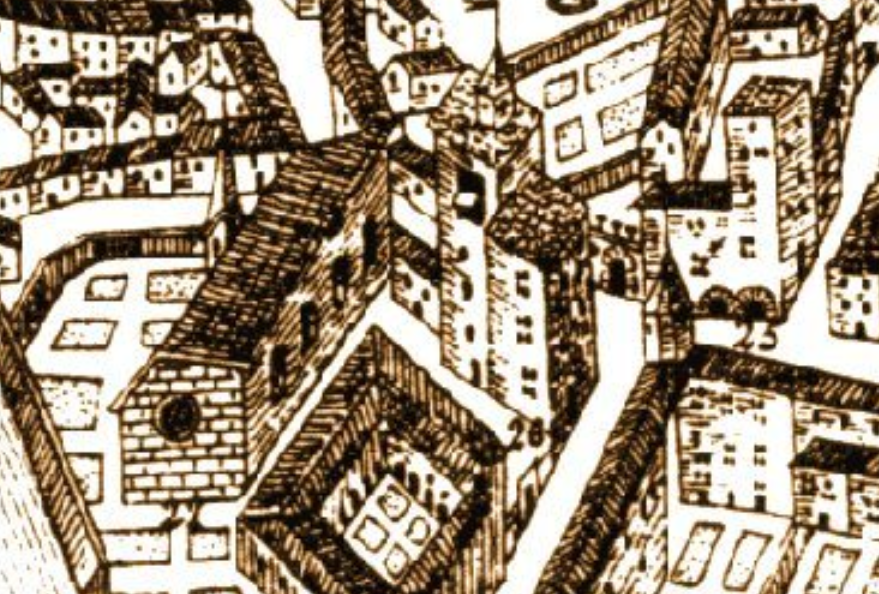
Le couvent en 1674 (n°22). On trouve aussi l'ancien hôtel de ville (n°26), ainsi que l'ancien palais épiscopal (n°25)

### Le Grand Temple de Castres
Finalement, en 1795, la chapelle du couvent est confiée comme lieu de culte pour les protestants réformés, en application de la loi du 2 prairial an III. Le clocher de l'édifice disparaît, tout comme les dépendances du couvent. Juste avant le commencement de la Première Guerre mondiale, André-Numa Bertrand y est pasteur. En 1938, la paroisse rejoint l'Église réformée de France nouvellement créé, ainsi que l'Église évangélique libre, dont la chapelle construite en 1881 est située avenue de Roquecourbe, à l'actuel 22 avenue Lucien Coudert. 

## Architecture
Le portail est en arc bombé sculpté, surmonté par quatre fenêtres, dont un oculus. Le temple présente une nef encadré de quatre chapelles, et dotée d'une chaire suspendue et arrondie, flanquée de deux escaliers décorés à la grecque, avec colonnes cannelées et fronton. Des galeries surmontent la salle afin d'accueillir les fidèles en grand nombre. Le temple possède une table de communion en marbre de style Restauration, ainsi qu'un orgue « Alain Faye » de 1998, en noyer massif avec 17 jeux répartis sur trois claviers (deux manuels, un pédalier).